# Utö (Suède)
Pour les articles homonymes, voir Utö et Uto (homonymie).
Utö est une île de Suède située dans l'archipel de Stockholm, connue pour son environnement naturel,,.

## Présentation
L'île reçoit environ 400 000 visiteurs chaque année, dont la plupart viennent pendant l'été et le marché de Noël. Son nom signifie « île extérieure » en suédois.
L'île abrite également le célèbre Utö Wärdshus, doté d'un hôtel, d'une auberge et d'un restaurant, et à proximité, il est possible de se baigner depuis les rochers de la baie de Rävstavik.

## Géographie
Utö est l'une des plus grandes îles de l'archipel de Stockholm. 
Utö, qui a presque fusionné avec l'île d'Ålö, est située dans la commune de Haninge et dans la paroisse d'Utö, à environ 16 kilomètres au nord-est de Nynäshamn. 
Utö est la plus éloignée des 24 000 îles de l'archipel. 
Le trajet en bateau depuis Stockholm prend 3 heures 30 minutes environ. 

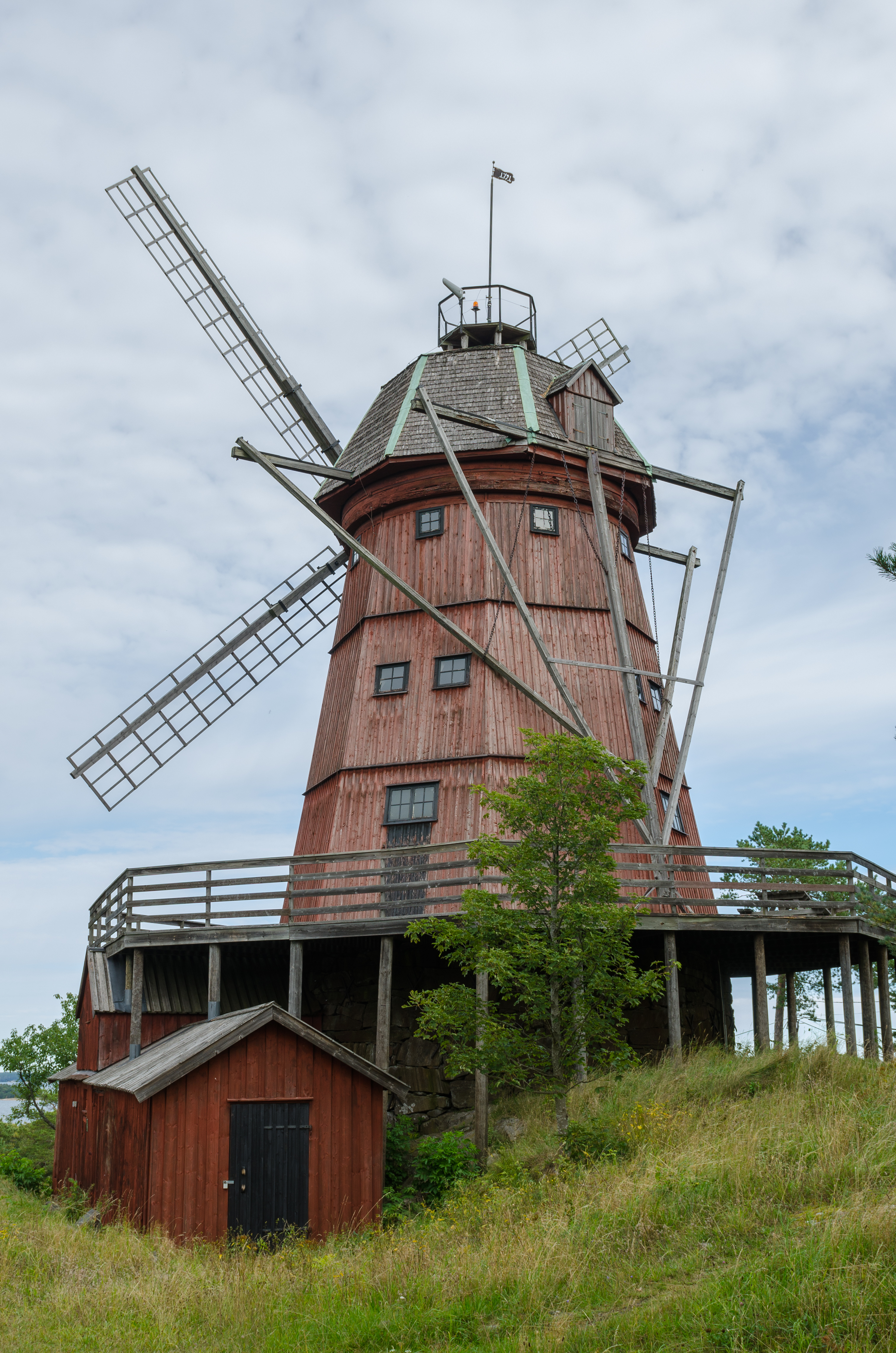
Le moulin à vent d'Utö, âgé de plus de 200 ans, duquel il y a une vue panoramique sur la baie de Mysingen.

## Géologie
Utö et les îles environnantes sont uniques d'un point de vue géologique et attirent beaucoup de visiteurs chaque année. Grâce à une formation de fer conséquente, l'île d'Utö a pu former d'inhabituels minéraux uniques à l'échelle mondiale, dont le minéral emblématique de l'île, l'holmqvistit.
Utö possède les plus anciennes mines de fer de Suède, avec d'anciennes habitations de mineurs préservées et un musée minier.

## Galerie

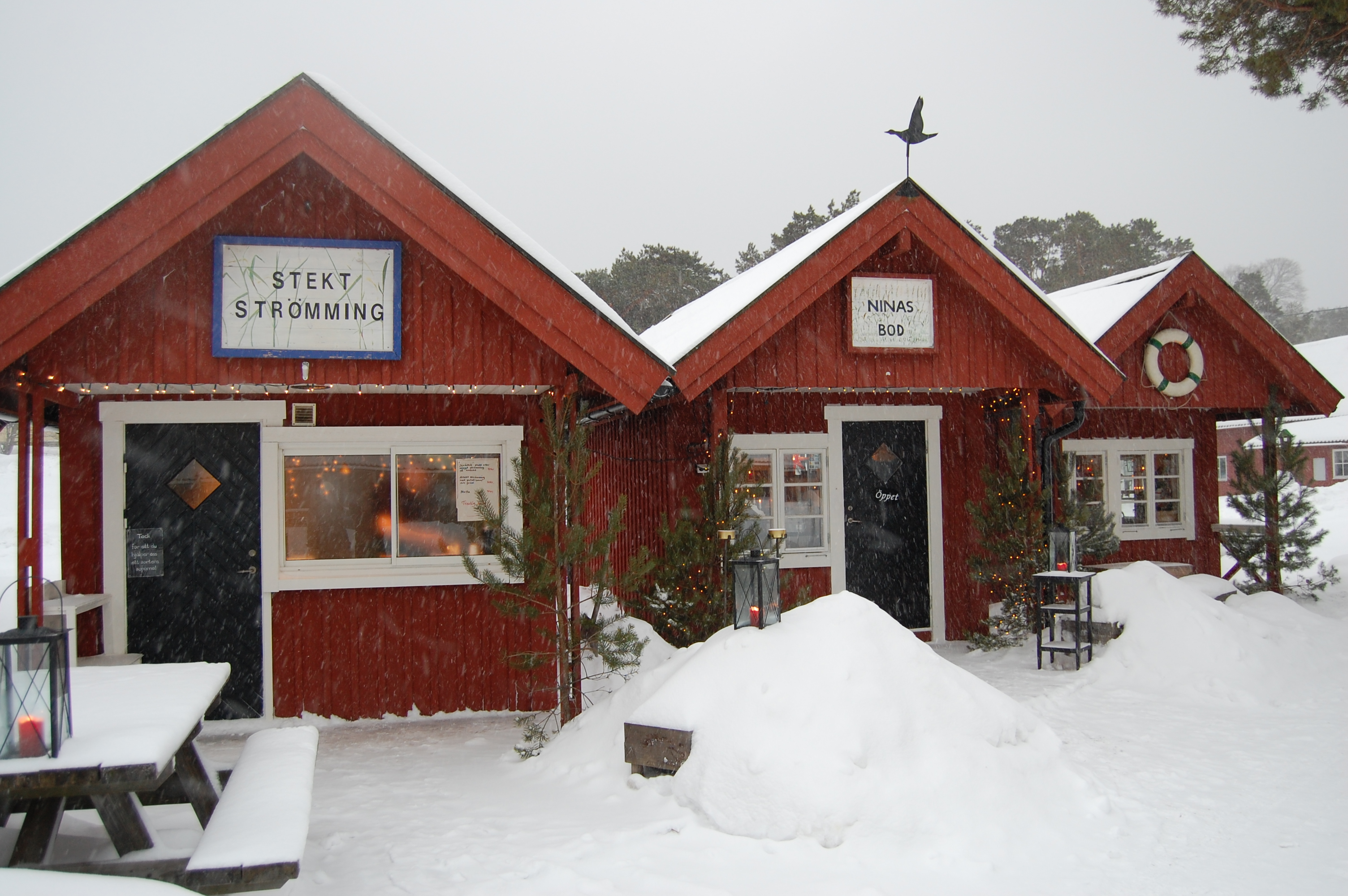
Cabanes à Gruvbryggan.
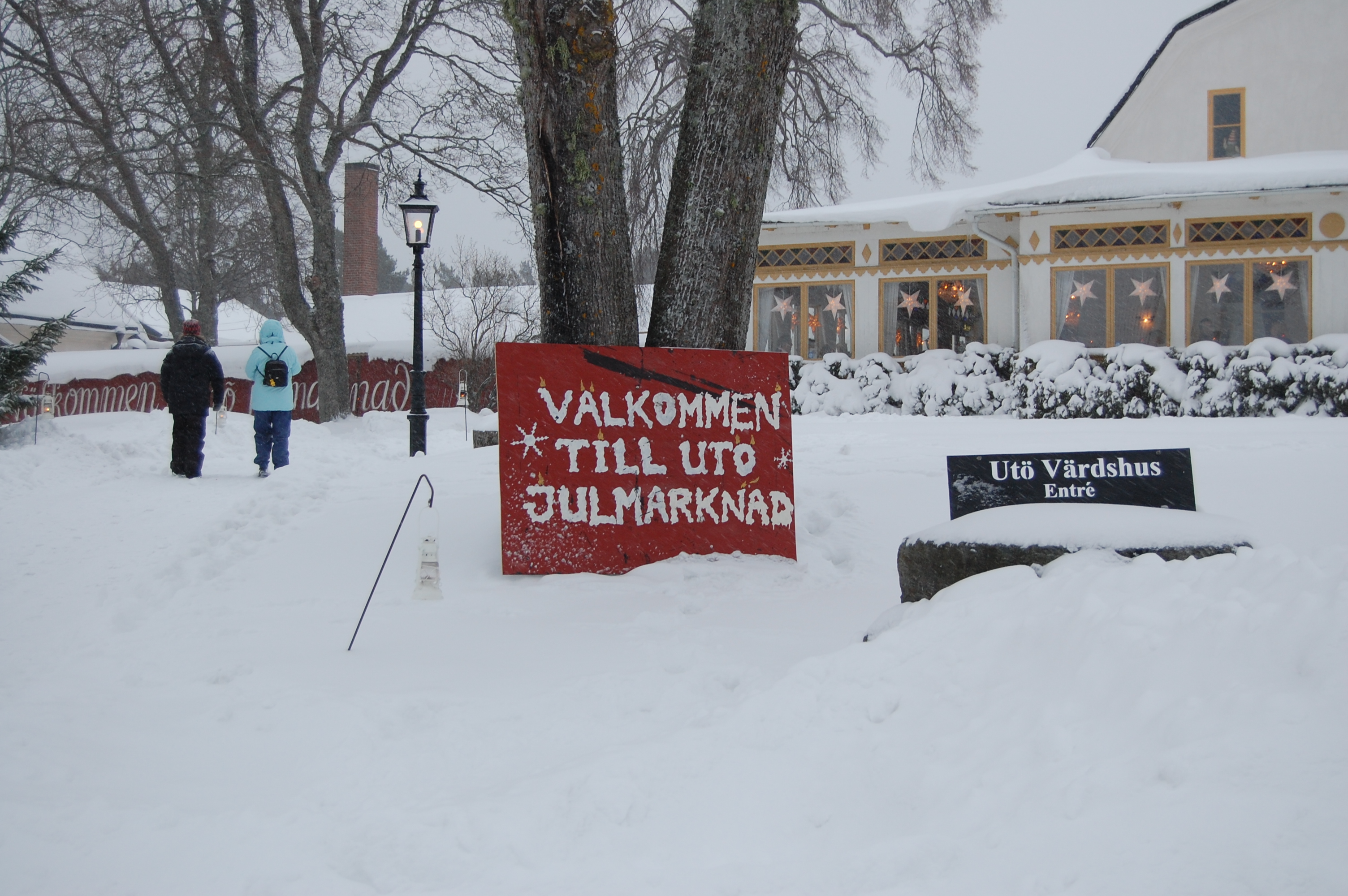
Marché de Noël d'Utö.
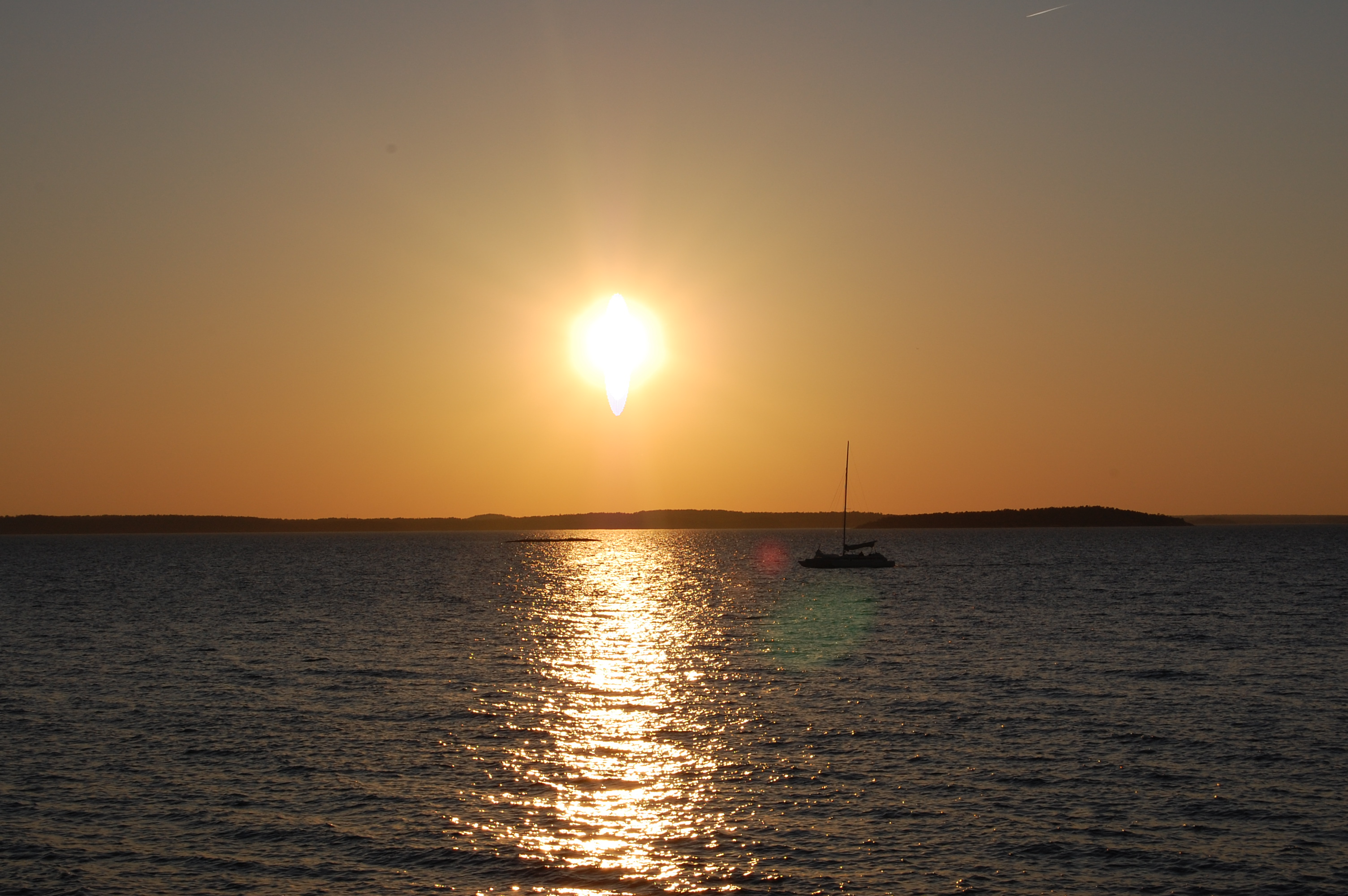
Coucher de soleil à Utö.

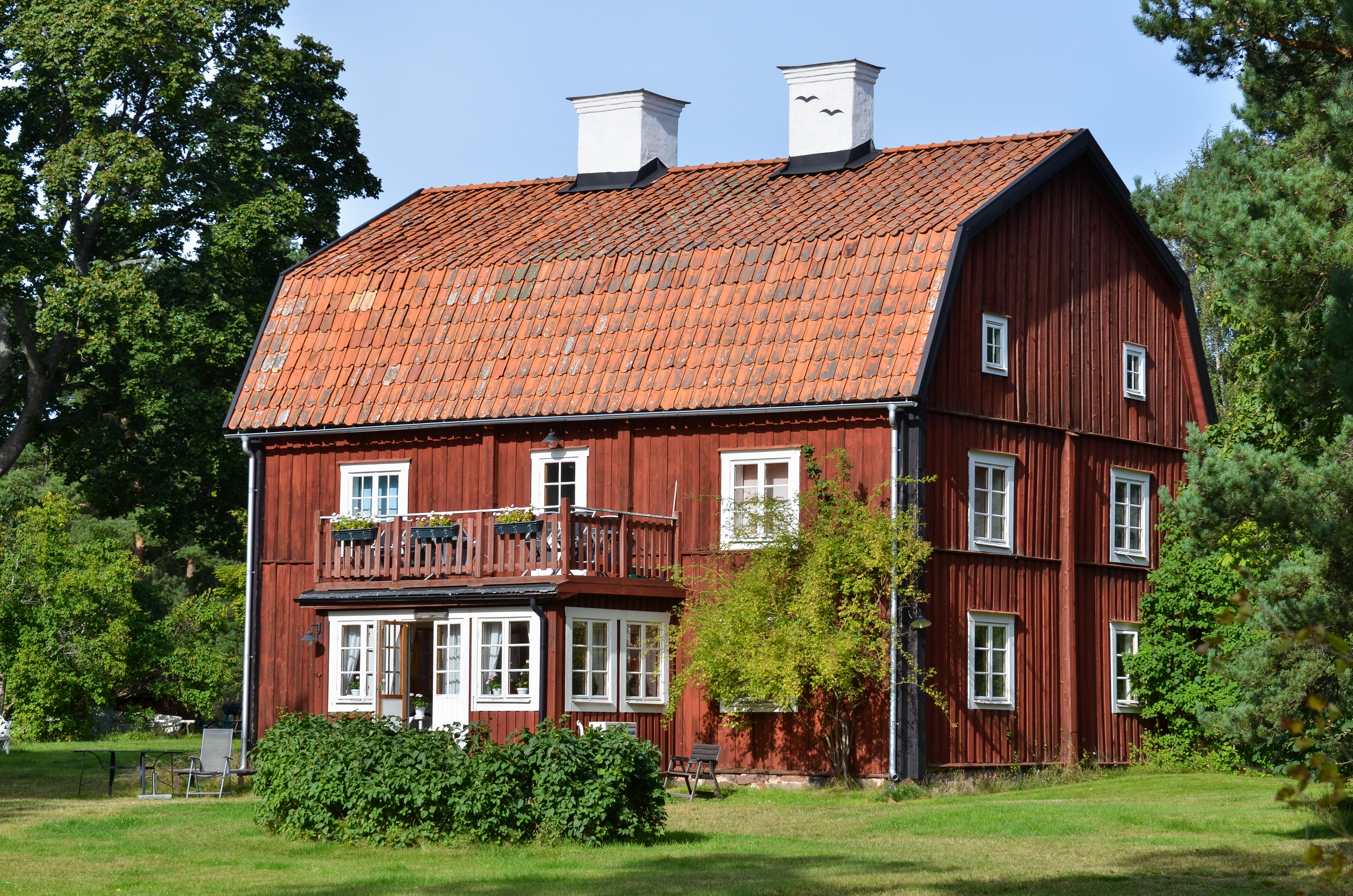
Manoir d'Edesnäs.
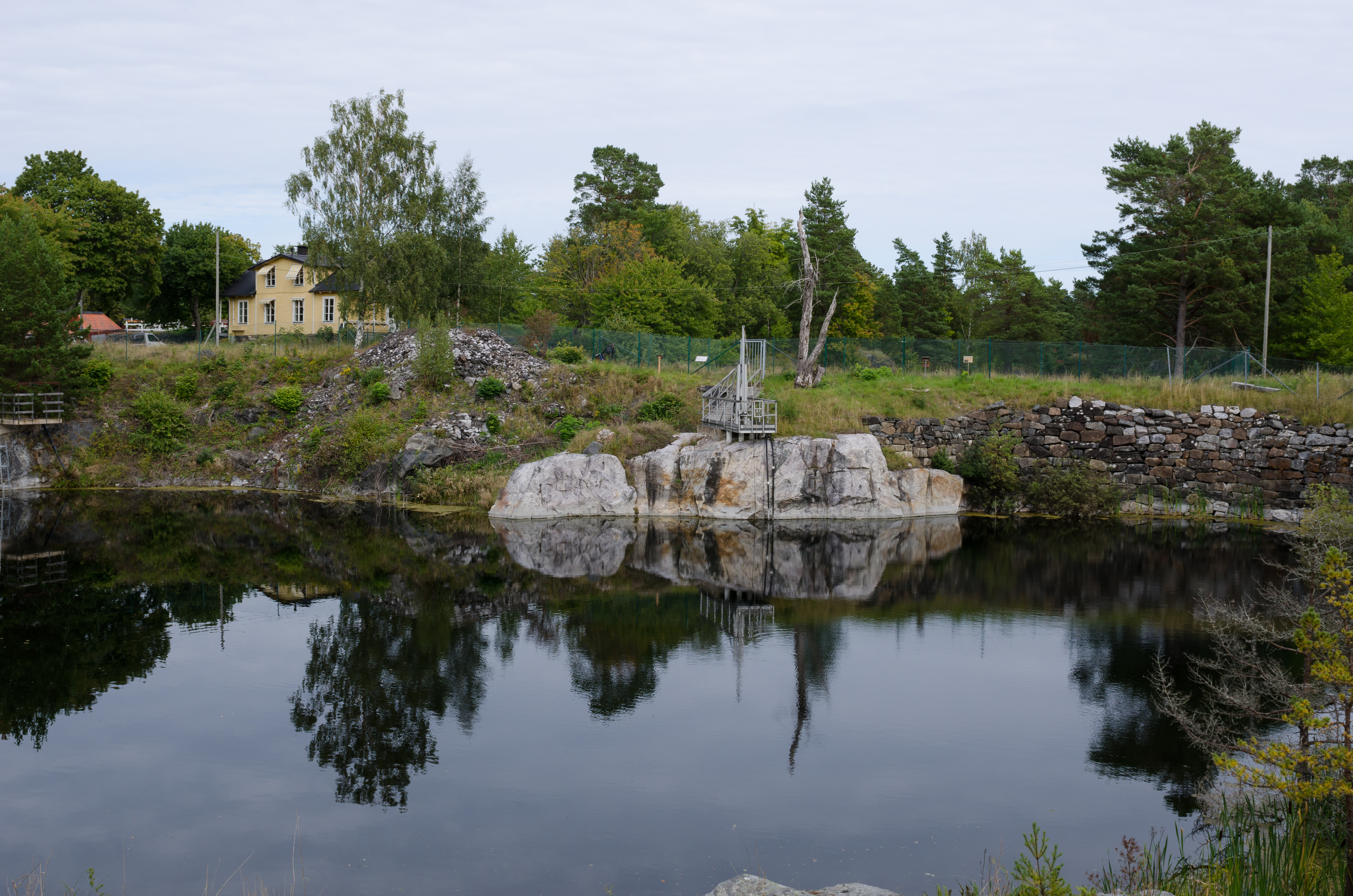
La mine historique de Nyköpingsgruva.
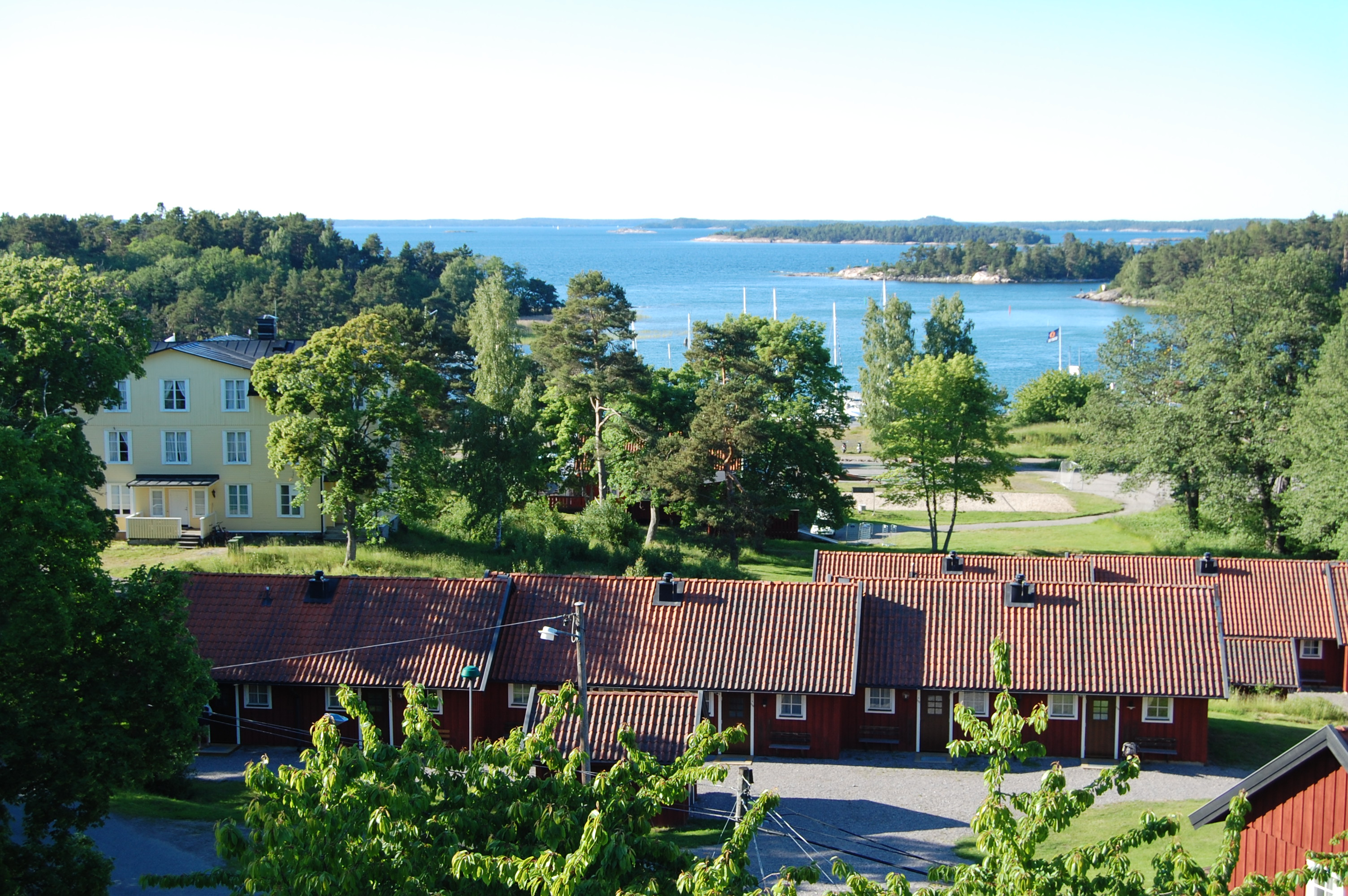
Le pont de la mine vu depuis l'auberge d'Utö